# Chiesa di San Gregorio (Sardara)
La chiesa di San Gregorio è un edificio religioso situato a Sardara, centro abitato della Sardegna sud-occidentale. Consacrata al culto cattolico, fa parte della parrocchia della Beata Vergine Assunta, diocesi di Ales-Terralba.

Chiesa romanico-gotica risalente al primo quarto del XIV secolo, presenta una bifora di notevole valore architettonico.

## Galleria d'immagini

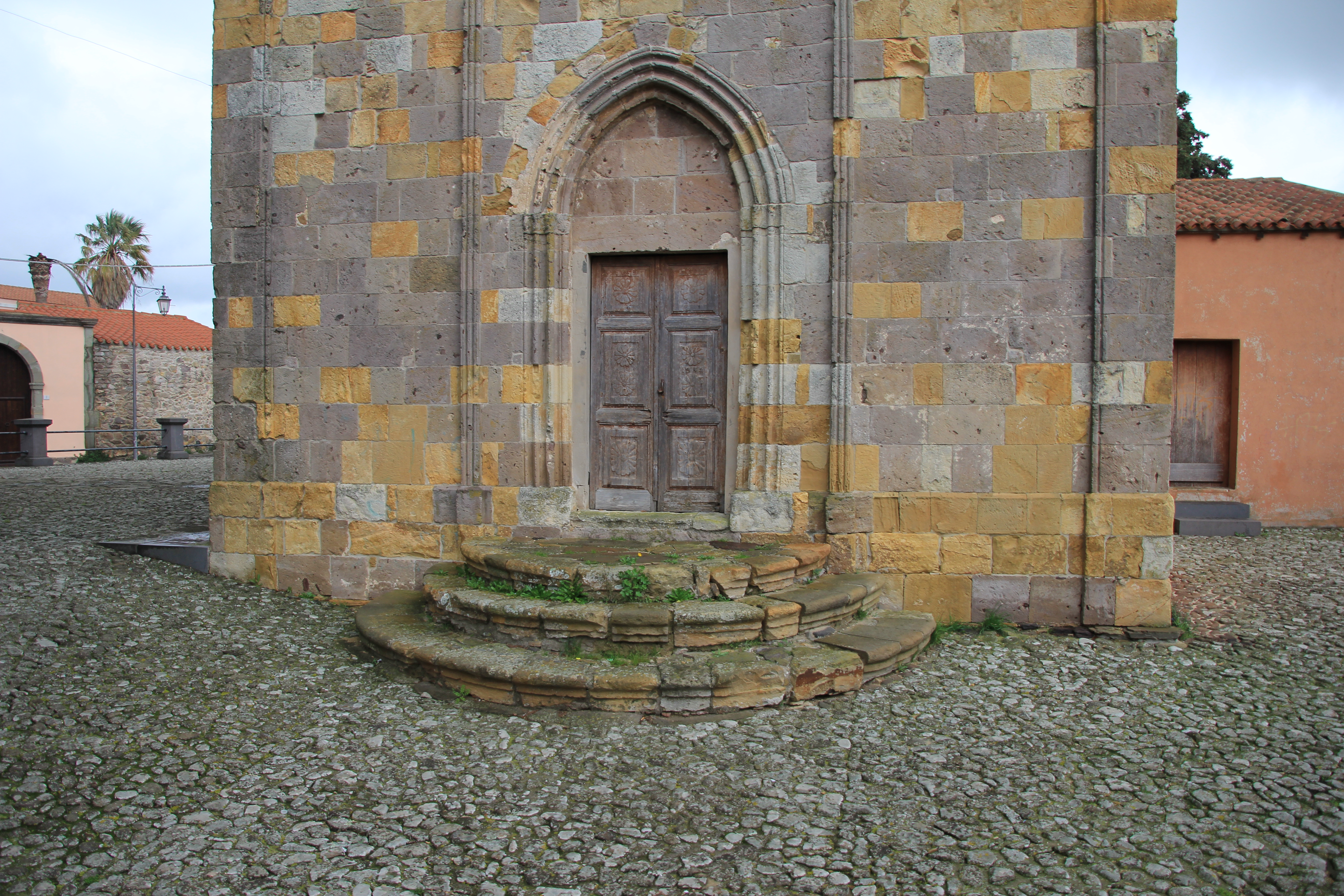
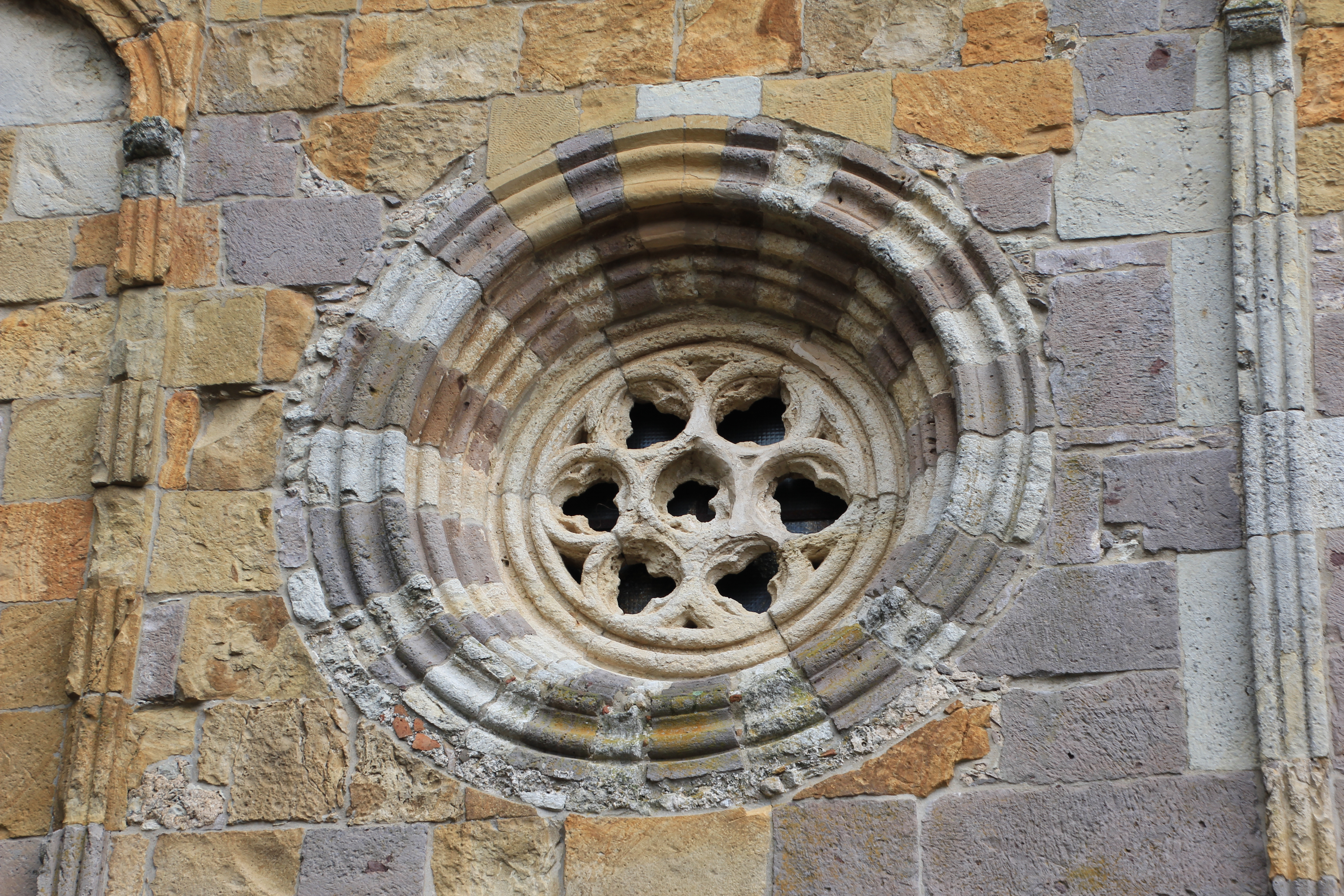
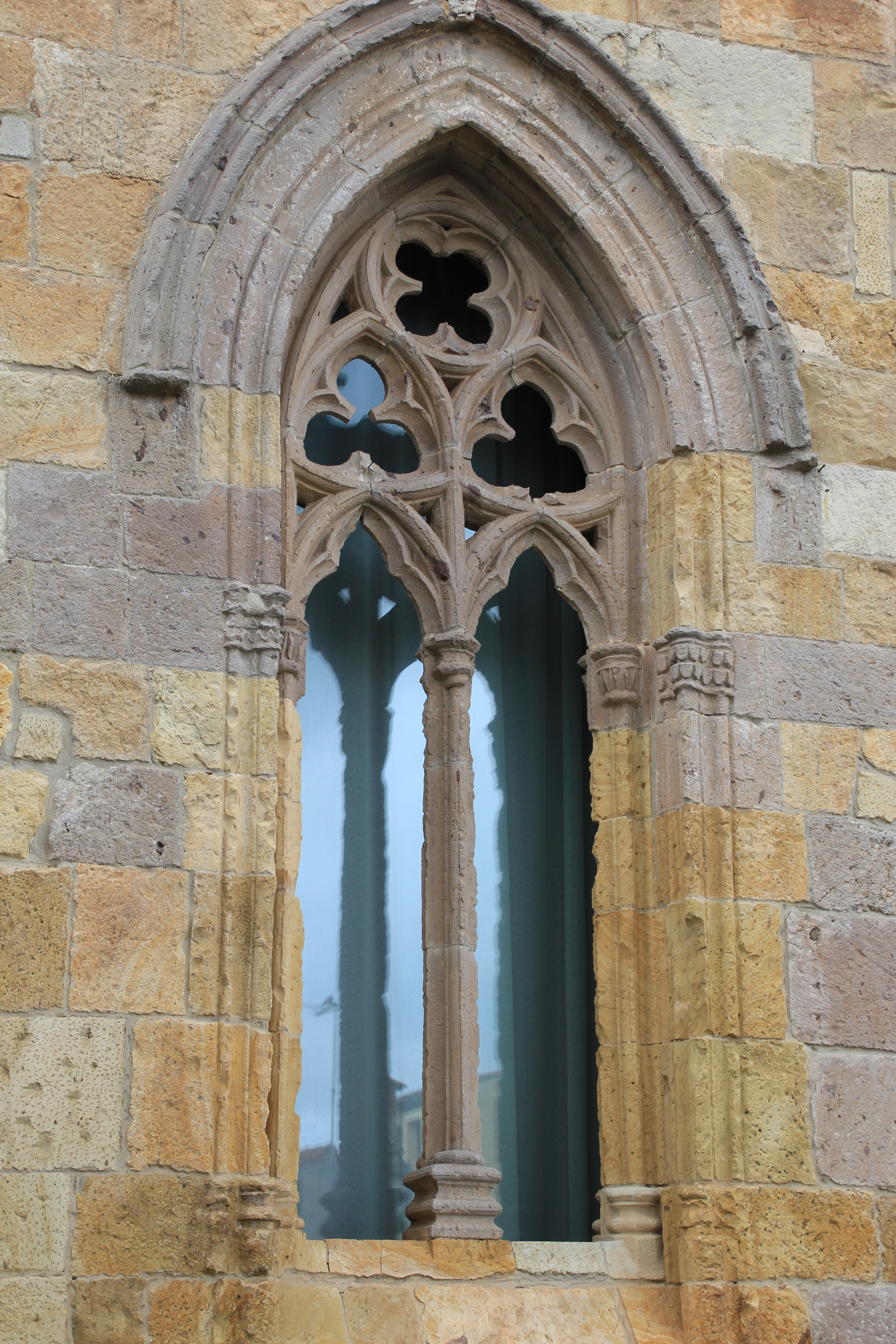
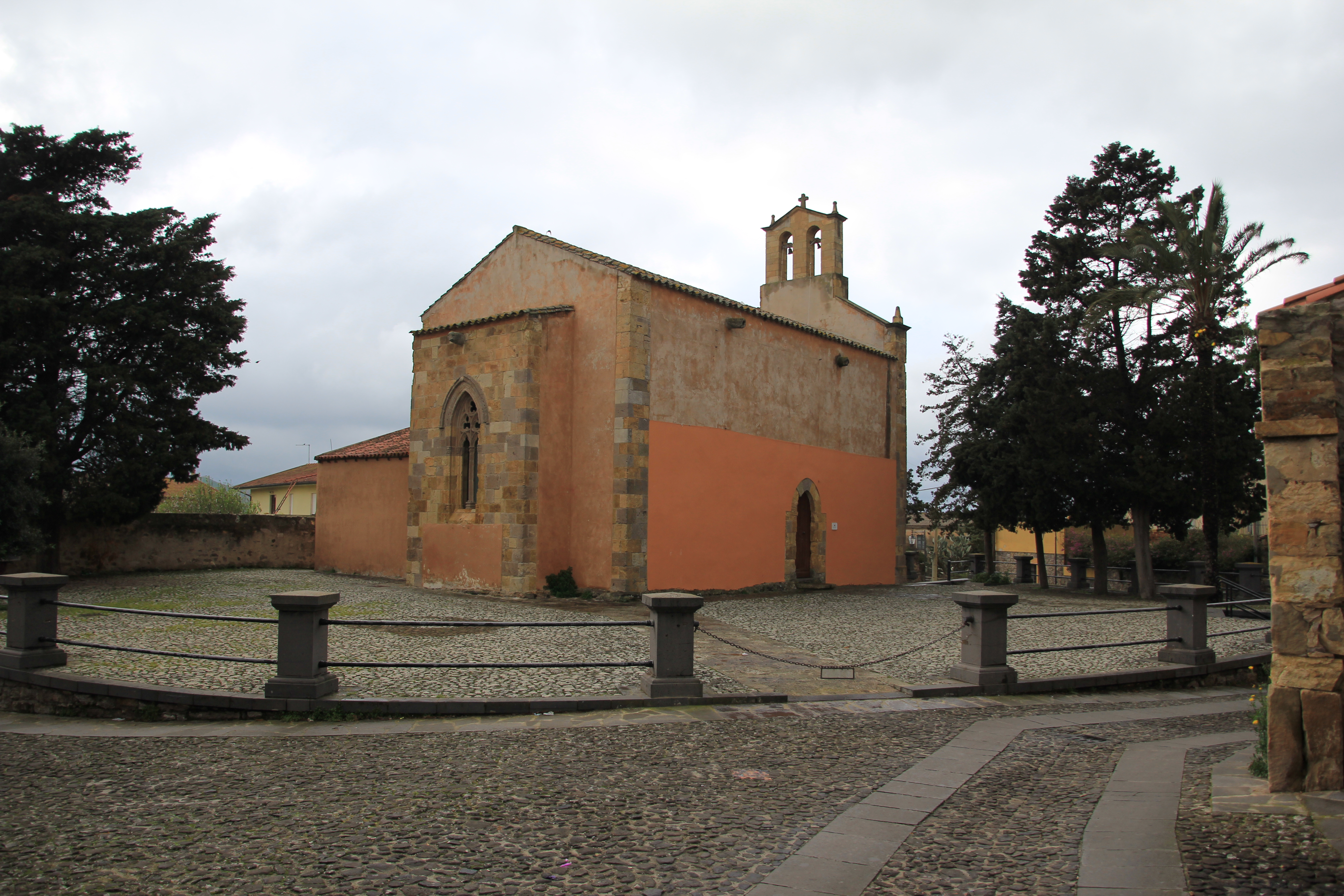